# Szew łuskowy

Czaszka człowieka. Szew łuskowy zaznaczony na czerwono.

Szew łuskowy (łac. sutura squamosa) – jeden ze szwów czaszki. 
U człowieka szew łuskowy łączy środkową część brzegu łuskowego kości ciemieniowej i cienki brzeg górny (brzeg ciemieniowy) części łuskowej kości skroniowej. Do tyłu przedłuża się w szew ciemieniowo-sutkowy, łączący kość ciemieniową z częścią sutkową kości skroniowej.
Zarasta (kostnieje) u bydła domowego i świni domowej w 5–7 roku życia, u konia domowego w 12–15 roku.